# Enarmas

Escudo con enarmas resaltadas

Las enarmas son las correas de cuero de agarre unidas a la parte posterior de los escudos durante todo el período Medieval. 
Las enarmas representaron un avance significativo en la tecnología del escudo, ya que de antemano los escudos poseían una sola barra que surgía de un umbo. Las enarmas se mantenían fijas en su posición gracias al remachado a través de la piel y el revestimiento de la pantalla, y los refuerzos con pequeñas arandelas de corte cuadrado. Las enarmas son visibles en los escudos del tapiz de Bayeux.